# Dioscorea

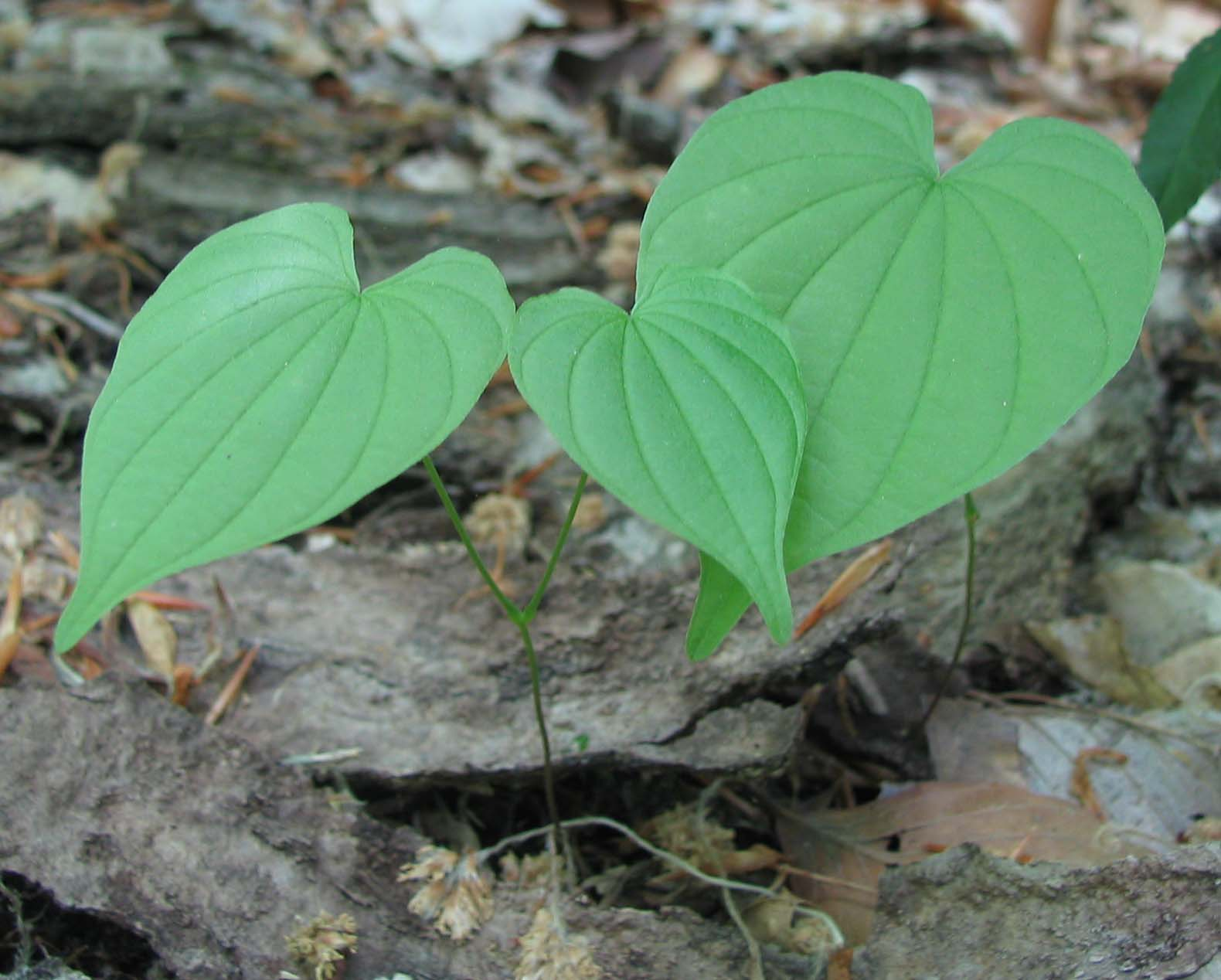
Dioscorea villosa

Dioscorea Plum. ex L.,1753 è un genere di piante della famiglia delle Dioscoracee, che comprende oltre 600 specie, coltivate in tutte le regioni tropicali del globo a scopo alimentare, per via dei tuberi ricchi di amido. Alcune specie del genere sono note come ignami (nome maschile, sing. igname). Il termine designa anche il tubero stesso consumato come alimento.

## Etimologia
La parola igname deriva dal portoghese inhame o dallo spagnolo ñame, entrambe derivate a loro volta dalla parola wolof nyam, che significa "campione" o "assaggiare". In altre lingue africane può anche assumere il significato di "mangiare".

## Descrizione
Sono piante erbacee perenni, alte fino a 5 metri, con radici o rizomi tuberiformi. Possiedono fusti volubili (si attorcigliano). Le foglie cuoriformi (base cordata) sono lungamente picciolate con profonde nervature. I fiori sono poco appariscenti, color giallo/verdastro, unisessuali sulla stessa pianta. Il frutto è una capsula. La droga utilizzata è il bulbo o rizoma di almeno 4/5 anni contenente saponine come la diosgenina, utilizzata per la preparazione di corticosteroidi, ormoni sessuali e contraccettivi orali.

## Distribuzione e habitat
Le specie del genere Dioscorea sono diffuse nelle regioni intertropicali, desertiche, rocciose e secche, in Messico, Texas, Africa centrale e Cina centrale.

## Tassonomia
Il genere comprende oltre 600 specie tra cui:
- Dioscorea alata L. - igname viola  o ube
- Dioscorea bulbifera L. - igname blubifera
- Dioscorea cayenensis Lam. - igname gialla della Guinea
- Dioscorea communis (L.) Caddick & Wilkin - tàmaro
- Dioscorea convolvulacea Schltdl. & Cham. - igname rampicante
- Dioscorea dumetorum (Kunth) Pax - igname selvatica
- Dioscorea esculenta (Lour.) Burkill - piccola igname
- Dioscorea hispida Dennst. - igname spinata
- Dioscorea japonica Thunb. - igname del Giappone
- Dioscorea nummularia Lam. - igname aplatie
- Dioscorea oppositifolia L. - igname khmer
- Dioscorea pentaphylla L. - igname rossa
- Dioscorea polystachya Turcz. - igname cinese, diffuso anche in altri paesi dell'Estremo Oriente
- Dioscorea rotundata Poir. - igname bianca della Guinea, la specie più coltivata
- Dioscorea trifida L. f. - igname rivestita
- Dioscorea villosa L. -

## Proprietà
Le piante del genere Dioscorea contengono diosgenina, una molecola strutturalmente molto simile a quella del progesterone. Grazie alla Dioscorea trafugata da Veracruz (Messico), Russell Marker riuscì a sintetizzare ormoni stereoidei in Pennsylvania e diventò così, malgrado alcune difficoltà, il progenitore dell'odierna pillola anticoncezionale.

## Media
Nell'episodio n. 107 della serie animata giapponese "Lamù" (Precario equilibrio) sono presenti i tuberi di yam (nello specifico quelli di Dioscorea japonica), che per uno strano fenomeno attaccano gli esseri umani al calar del sole.